# 로레타 린치
로레타 엘리자베스 린치(영어: Loretta Elizabeth Lynch, 1959년 5월 21일 ~ )는 미국의 제83대 법무장관이다.
린치는 미국 역사상 첫 흑인 여성 법무장관이며, 흑인으로서는 전임 에릭 홀더에 이은 두 번째, 여성으로서는 1993∼2001년 재임한 재닛 르노(Janet Reno)에 이은 두 번째이다. 오바마 대통령은 린치 법무장관 내정자를 두고 "약 30년간 검사로 재직하면서 강인하고 공정하며 독립적으로 업무를 처리했다"고 평가했다.
1959년 5월 21일 노스캐롤라이나주 그린즈버러에서 태어난 린치는 1981년 하버드 대학교를 영미문학을 전공으로 졸업하였고 곧바로 하버드 로스쿨로 진학하여 1984년 법무박사(J.D.) 학위를 취득하였다. 로스쿨 졸업 후 뉴욕 로펌 케이힐 고든(Cahill Gordon & Reindel)에 입사하여 송무변호사(litigation associate)로 근무했다. 1990년부터 뉴욕주 동부지구 검사로 활동했다. 흑인 노예 후손으로 생애를 편견과 싸워온 린치는 1997년 애브너 루이마 성고문 사건을 통해 이름을 알렸다. 백인 경찰의 흑인 구타 사건으로 인종차별 문제로 번질 뻔했던 이 사건을 린치는 법치 원리에 따라 중립적으로 처리해 능력을 입증했다. 1999년 빌 클린턴 대통령에 의해 뉴욕주 동부지구 연방검사장으로 임명되었다. 2014년 11월 8일 버락 오바마 대통령이 린치를 법무장관 에릭 홀더 후임으로 지명하였고 2015년 4월 27일 제83대 법무장관으로 취임하였다.